# International Federation of PGA Tours
International Federation of PGA Tours är ett samarbete mellan golforganisationerna PGA Tour, PGA European Tour (European Tour), Asian PGA Tour (Asian Tour), Japan Golf Tour Organisation (Japan Golf Tour), PGA Tour of Australasia och Southern Africa PGA Tour (Sunshine Tour).